# Csicsibu Herceg Stadion
A Csicsibu Herceg Stadion (japánul: 秩父宮ラグビー場) egy többrendeltetésű rögbistadion Japánban, Tokióban. Alkalmas labdarúgó-mérkőzések, atlétikai versenyek, koncertek és egyéb rendezvények lebonyolítására.

## Története
A Csicsibu herceg emlékére épített stadion adott már helyet egyes labdarúgó mérkőzések lebonyolításának is. 1949-ben készült el, és a Japán Rugby Szövetség volt elnökének tiszteletére nevezték el. Első ízben a Negyedik Nemzeti Sport Fesztivál központi stadionjaként használták. A kor követelményeinek megfelelően több ízben átalakították, kibővítették. Jelenleg 30 000 négyzetméteren terül el, nézőterének befogadóképessége meghaladja a 25 ezer főt. A stadion több rendeltetésének megfelelően különböző sportágak és kulturális rendezvényeknek is helyszíne.

### Magyar vonatkozások
1964. október 20-án olimpiai elődöntő mérkőzésen Magyarország-Egyiptom 6-0.